# Wadas (Kajoran)
Wadas is een bestuurslaag in het regentschap Magelang van de provincie Midden-Java, Indonesië. Wadas telt 823 inwoners (volkstelling 2010).